# Trichastoma rostratum
A Trichastoma rostratum a madarak osztályának verébalakúak (Passeriformes) rendjébe és a Pellorneidae családjába tartozó faj.

## Rendszerezése
A fajt Edward Blyth angol zoológus írta le 1842-ben. Egyes szervezetek a Pellorneum nembe sorolják Pellorneum rostratum néven.

## Alfajai
- Trichastoma rostratum macropterum (Salvadori, 1868)
- Trichastoma rostratum rostratum Blyth, 1842[1]

## Előfordulása
Délkelet-Ázsiában, Brunei, Indonézia, Malajzia, Mianmar, Szingapúr és Thaiföld területén honos. A természetes élőhelye a szubtrópusi vagy trópusi síkvidéki esőerdők, mangrove erdők, mocsári erdők és cserjések. Állandó, nem vonuló faj.

## Megjelenése
Testhossza 15-16,5 centiméter, testtömege 20,5-23 gramm.

## Életmódja
Rovarokkal táplálkozik.